# 樋殿谷川
樋殿谷川（ひどのだにがわ）は、徳島県鳴門市を流れる吉野川水系の河川である。

## 地理
大麻町板東樋殿谷の天円山の水源から南流し、麻町板東拾八で向きを東に変えて旧吉野川に合流する。中流部は徳島県道41号徳島北灘線と並行して流れ、下流域は水田が広がる。

## 主な橋梁
- 樋殿谷川橋 - 高松自動車道
- 樋殿谷橋 - 徳島県道12号鳴門池田線

## 流域の主な施設
- JR高徳線板東駅
- 十輪寺 - 四国八十八箇所霊場第一番前札所
- 鳴門市立堀江南小学校